# Lunathica
Lunathica è un festival internazionale di teatro di strada fondato nel 2002 dalla compagnia teatrale I Lunatici. Ideatore e direttore artistico del festival è l'attore e regista Cristiano Falcomer.
Il Festival si svolge nel mese di giugno e propone spettacoli ad ingresso libero in contesti cittadini outdoor adatti a tutte le età; si tiene in provincia di Torino in alcuni comuni del Basso Canavese e nelle Valli di Lanzo (tra cui Ciriè, Nole, Fiano, Lanzo Torinese, Balangero, San Francesco al Campo, Mathi e San Maurizio Canavese).

## Storia
Lunathica nasce nel 2002 nel comune di Mathi in provincia di Torino. Ideato e organizzato dalla Associazione Culturale I Lunatici, il festival, si distingue per il carattere della proposta occupandosi di teatro circense, teatro di strada e teatro urbano di livello internazionale. Gli spettacoli hanno la caratteristica di usare come palcoscenico e scenografia piazze, strade, cortili, in generale spazi pubblici.
Tra le compagnie internazionali ospitate: Les Arroses, Patrik Cottet Moine, Mario Queen Of The Circus, Trespertè, Duo Full House, Karcocha, Silembloc Cie, Baccalà Clown, Bram Graafland, Cie Les Mobilettes, Kadavresky, La Industrial Teatrera, Bakhus, Bazar Forain, Les P'tits Bras, Cie Bivouac, Leandre, El Nucleo, Compañía Maduixa, Markeline, Bilbobasso, Underclouds Cie, Julien Cottereau, Gabriela Munoz, Throw2Catch, Tout en Vrac e Teatro Necessario.
Il festival è composto da 5 sezioni: Festival IN, Festival Off - Concorso per giovani artisti Premio Gianni Damiano, Lunathica Lab - attività di formazione, Teatro del Territorio ed eventi collaterali. Lunathica Lab è uno spazio artistico di formazione, creazione e diffusione teatrale in Piemonte con proposte di workshop con artisti internazionali, laboratori teatrali e incontri letterari.